# チェコスロバキア海軍艦艇一覧
チェコスロバキア海軍艦艇一覧は、チェコスロバキア海軍が過去保有した、未完成・計画中止を含めた歴代艦艇一覧である。
凡例

## 現有勢力（2010年現在）

### 哨戒艦艇

#### 哨戒・警備艦艇
哨戒艇
- （President Massaryk） - 1隻

- O.M.s-11級 - 8隻 ※ Guard Boat

O.M.s-11、12、13、14、15、18、19、20

### 補助艦艇

#### その他
曳船
- O.M.v-21級 - 10隻

O.M.v-21、22、23、24、25、26、27、28、29、30
ランチ・艀
- O.M.d-1級 - 2隻 ※ Armoured Motor Launch

O.M.d-1、2
- O.M.h-4級 - 2隻 ※ Armoured Motor Launch

O.M.d-3、4